# Margitay Gábor
Margitfalvi Margitay Gábor (Hajdúböszörmény, 1810. november 5. – Marosvásárhely, 1889. szeptember 21.) 1848-1849-es honvédmérnökkari őrnagy, később uradalmi építészmérnök, Margitay István orvos testvéröccse.

## Élete
Margitay István református lelkész és tordai Illyés Julianna fia. Iskoláit Érdiószegen kezdette a gimnáziumban és 1824-től 1833-ig a debreceni kollégiumban folytatta; az építészeti és mérnöki szakra való hivatását követve, 1833-tól a pesti egyetemen végezte tanulását. 1841-ben a nagyváradi kerületi királyi építészeti hivatalhoz királyi építészeti rajzolómérnöknek alkalmazták. Innét hasonló minőségben Aradra helyeztetett át. 1848-ban a magyar kormány szolgálatába állott és hasznos szolgálatokat tett különösen Arad körül. A világosi napok után Jankafalvára (Érdiószeg szomszédságában) menekült. 1851-ben Nagyváradon elfogták és 1855-ig az ideiglenes kataszternél volt beosztva. 1856. március 23-án lemondott hivataláról és több uradalomban mérnökösködött. 1870-ben a borszéki gyógyfürdő-intézet rendezése és kiépítése céljából hat évre rendszeresített mérnöki állásra választatott meg. Később uradalmi építészeti mérnök lett Élesden (Bihar megye).
Arcképe: kőnyomat Emlékirataiban.
Cikkei a Honvéd-Albumban (1868. Az oláh-biró); az Országos Honvéd-Naptárban (1869. Kossuth-völgy); az Archaeol. Értesítőben (1869. Archaeol. levelek, 1873. Borszéki leletek).

## Munkái
- A tölgyesi szoros és közlekedései és a székpataki uj országút. Kolozsvár, 1877.
- Aradi vésznapok. Margitfalvi Margitay Gábor 1848-1849. honvédmérnökkari őrnagy emlékiratai. Sajtó alá rendezte és kiadta Nagy Izsó. Bpest, 1890. Szerző arczképével. (Ism. Ludovica Académai Közlönye, Budapesti Szemle LXXII., P. Hirlap 113. sz.).